# Ивица Костелич
Ивица Костелич (на хърватски: Ivica Kostelić) е хърватски скиор, състезател по ски алпийски дисциплини.
Той е четирикратен сребърен медалист от олимпийски игри, световен шампион и носител на Световната купа. Роден е в Загреб, Хърватия на 27 ноември 1979 г. Ивица Костелич има най-много успехи в слалома и комбинацията. Печели 26 етапа от Световната купа: 15 – слалом, 1 – супергигантски слалом, 1 – паралелен слалом, 4 – комбинация и 5 – суперкомбинация. Ивица е първият хърватин печелил етап от Световната купа при мъжете. Пет пъти е обявяван за най-добър спортист на Хърватия (2002, 2003, 2009 – 2011). Участва на четири олимпиади и девет световни първенства като печели четири сребърни олимпийски медала и по един златен, сребърен и бронзов на световните първенства. На игрите в Сочи 2014 е знаменосец на хърватската делегация.
По-малката му сестра – Яница Костелич е трикратна носителка на Световната купа както и многократна световна и олимпийска шампионка. Двамата са втората двойка брат и сестра, които печелят световната купа след Хани и Андреас Венцел.
Ивица и Яница печелят десет от единайсетте медала за Хърватия на зимни олимпийски игри. Единадесетият е на биатлониста Яков Фак от игрите във Ванкувър 2010.